# 六ヶ所村立尾駮小学校
六ヶ所村立尾駮小学校（ろっかしょそんりつ おぶちしょうがっこう）は、青森県上北郡六ヶ所村大字尾駮にある公立小学校。

## 沿革
- 1878年（明治11年）3月4日 - 尾駮小学設置。
- 1887年（明治20年） - 尾駮簡易小学校と改称。
- 1892年（明治25年）4月1日 - 泊尋常小学校尾駮分教場と改称。
- 1918年（大正7年）7月4日 - 泊尋常小学校尾駮分教場が独立昇格し、尾駮尋常小学校と改称。同日、出戸・二又の両分教場を併設する。
- 1920年（大正9年） - 尾駮字野附108番地に校舎移転。
- 1925年（大正14年）4月1日 - 高等科併置し、尾駮尋常高等小学校と改称。
- 1941年（昭和16年）4月1日 - 国民学校令により、尾駮国民学校と改称。同日、出戸分教室が、尾駮国民学校出戸分教場と改称。
- 1945年（昭和20年）8月10日 - 米軍艦載機の銃爆撃を受け、校舎に大きな被害が出た。
- 1947年（昭和22年）
  - 4月1日 - 学制改革（六・三制施行）により、六ヶ所村立尾駮小学校と改称。同日、二又分教場が、尾駮小学校二又分校と改称。さらに。尾駮中学校を併置し。高等科生を中学校に移籍。
  - 日付不明 - 父母に教師の会が結成される。
- 1949年（昭和24年）12月1日 - 尾駮小学校出戸分校に石川分教場が、開設される。
- 1950年（昭和25年）7月1日 - 尾駮小学校出戸分校が独立し、出戸小学校となり、石川分教場は出戸小学校に分教場となる。
- 1952年（昭和27年）4月1日 - 尾駮小学校二又分校が昇格独立し、二又小学校となり、中学校を併設する。
- 1969年（昭和44年）
  - 3月20日 - 校歌制定、校旗樹立。
  - 3月25日 - 防音校舎完成。
- 1975年（昭和50年）3月31日 - 上弥栄小学校を統合。
- 1976年（昭和51年）11月30日 - 本校講堂・役場庁舎・尾駮保育所・中央公民館合同落成式挙行。
- 1978年（昭和53年）10月8日 - 尾駮小学校創立100周年記念式典挙行。
- 1983年（昭和58年）4月8日 - 給食センター完成により、六ヶ所村内小中学校の完全給食開始。
- 1988年（昭和63年）4月1日 - 文部省（現:文部科学省）より、体力作り推進校に指定される。
- 2010年（平成22年）12月 - 新校舎竣工[1]。
- 2011年（平成23年）4月7日 - 新校舎での授業開始[2]。

## 児童数
2022年（令和4年）5月1日現在
| 学年 | 1年 | 2年 | 3年 | 4年 | 5年 | 6年 | 特別支援   | 合計 |
| ---- | --- | --- | --- | --- | --- | --- | ---------- | ---- |
| 学級 | 1   | 1   | 1   | 1   | 1   | 1   | 2          | 8    |
| 児童 | 31  | 28  | 29  | 30  | 39  | 29  | （3） 内数 | 186  |

## 学区
- 尾駮・野附・老部川・浜・尾駮レイクタウン・出戸・石川・二又・富ノ沢・第三二又・第四雲雀平・戸鎖・室ノ久保・千樽[4]

## 周辺
- 国際教育研修センター - 敷地が隣接
- 六ヶ所村立第一中学校 - 村道をはさんで隣接、主な進学先でもある。
- 六ヶ所村医療センター
- 屋内温水プール

## 参考資料
- 『六ヶ所村史 年表』（六ヶ所村史刊行委員会・1997年4月30日発行）78頁～202頁「年表 六ヶ所村の出来事」
- 『青森県教育史 別巻』（青森県教育委員会・1973年12月20日発行）「学校沿革 小学校」825頁～826頁「尾駮小学校」